# Saison 2011 de l'équipe cycliste Lampre-ISD
La saison 2011 de l'équipe cycliste Lampre-ISD est la treizième de cette équipe depuis le lancement de Lampre-Daikin en 1999.

## Préparation de la saison 2011

### Arrivées et départs
| Arrivées             | Équipe 2010                                     |
| -------------------- | ----------------------------------------------- |
| Leonardo Bertagnolli | Androni Giocattoli-Serramenti PVC Diquigiovanni |
| Vitaliy Kondrut      | ISD-Neri                                        |
| Denys Kostyuk        | ISD-Neri                                        |
| Dmytro Krivtsov      | ISD-Neri                                        |
| Oleksandr Kvachuk    | ISD-Neri                                        |
| Przemysław Niemiec   | Miche                                           |
| Aitor Pérez Arrieta  | Footon-Servetto                                 |
| Michele Scarponi     | Androni Giocattoli-Serramenti PVC Diquigiovanni |
| Bálint Szeghalmi     | Tusnad                                          |

| Départs          | Équipe 2011              |
| ---------------- | ------------------------ |
| Lorenzo Bernucci |                          |
| Mauro Da Dalto   | Liquigas-Cannondale      |
| Angelo Furlan    | Christina Watches-Onfone |
| Andrea Grendene  | Type 1-Sanofi Aventis    |
| Mirco Lorenzetto | Astana                   |
| Simone Ponzi     | Liquigas-Cannondale      |
| Marcin Sapa      | BDC                      |

## Coureurs et encadrement technique

### Effectif
| Cycliste               | Date de naissance | Nationalité | Équipe 2010                                     |
| ---------------------- | ----------------- | ----------- | ----------------------------------------------- |
| Alfredo Balloni        | 20 septembre 1989 | Italie      | Lampre-Farnese Vini                             |
| Leonardo Bertagnolli   | 8 janvier 1978    | Italie      | Androni Giocattoli-Serramenti PVC Diquigiovanni |
| Grega Bole             | 13 août 1985      | Slovénie    | Lampre-Farnese Vini                             |
| Matteo Bono            | 11 novembre 1983  | Italie      | Lampre-Farnese Vini                             |
| Vitaliy Buts           | 24 octobre 1986   | Ukraine     | Lampre-Farnese Vini                             |
| Damiano Cunego         | 19 septembre 1981 | Italie      | Lampre-Farnese Vini                             |
| Francesco Gavazzi      | 1er août 1984     | Italie      | Lampre-Farnese Vini                             |
| Danilo Hondo           | 4 janvier 1974    | Allemagne   | Lampre-Farnese Vini                             |
| Andrey Kashechkin      | 21 mars 1980      | Kazakhstan  | Lampre-Farnese Vini                             |
| Vitaliy Kondrut        | 15 février 1984   | Ukraine     | ISD-Neri                                        |
| Denys Kostyuk          | 13 mars 1982      | Ukraine     | ISD-Neri                                        |
| Dmytro Krivtsov        | 3 avril 1985      | Ukraine     | ISD-Neri                                        |
| Oleksandr Kvachuk      | 23 juillet 1983   | Ukraine     | ISD-Neri                                        |
| David Loosli           | 8 mai 1980        | Suisse      | Lampre-Farnese Vini                             |
| Enrico Magazzini       | 27 avril 1988     | Italie      | Lampre-Farnese Vini                             |
| Adriano Malori         | 28 janvier 1988   | Italie      | Lampre-Farnese Vini                             |
| Marco Marzano          | 10 juin 1980      | Italie      | Lampre-Farnese Vini                             |
| Manuele Mori           | 9 août 1980       | Italie      | Lampre-Farnese Vini                             |
| Przemysław Niemiec     | 11 avril 1980     | Pologne     | Miche                                           |
| Aitor Pérez Arrieta    | 24 juillet 1977   | Espagne     | Footon-Servetto                                 |
| Alessandro Petacchi    | 3 janvier 1974    | Italie      | Lampre-Farnese Vini                             |
| Daniele Pietropolli    | 11 juillet 1980   | Italie      | Lampre-Farnese Vini                             |
| Daniele Righi          | 28 mars 1976      | Italie      | Lampre-Farnese Vini                             |
| Michele Scarponi       | 25 septembre 1979 | Italie      | Androni Giocattoli-Serramenti PVC Diquigiovanni |
| Alessandro Spezialetti | 14 janvier 1975   | Italie      | Lampre-Farnese Vini                             |
| Simon Špilak           | 23 juin 1986      | Slovénie    | Lampre-Farnese Vini                             |
| Bálint Szeghalmi       | 16 septembre 1980 | Hongrie     | Tusnad                                          |
| Diego Ulissi           | 15 juillet 1989   | Italie      | Lampre-Farnese Vini                             |
| Stagiaire              | Date de naissance | Nationalité | Équipe 2011                                     |
| Massimo Graziato       | 25 septembre 1988 | Italie      |                                                 |
| Mirko Tedeschi         | 17 décembre 1987  | Italie      |                                                 |
| Thomas Tiozzo          | 19 juin 1987      | Italie      |                                                 |

## Bilan de la saison

### Victoires
| Date       | Course                                                         | Pays     | Classe | Vainqueur           |
| ---------- | -------------------------------------------------------------- | -------- | ------ | ------------------- |
| 28/01/2011 | 1re étape du Tour de la province de Reggio de Calabre          | Italie   | 2.1    | Daniele Pietropolli |
| 30/01/2011 | Classement général du Tour de la province de Reggio de Calabre | Italie   | 2.1    | Daniele Pietropolli |
| 19/02/2011 | Trofeo Laigueglia                                              | Italie   | 1.1    | Daniele Pietropolli |
| 23/02/2011 | 2e étape du Tour de Sardaigne                                  | Italie   | 2.1    | Damiano Cunego      |
| 26/02/2011 | 5e étape du Tour de Sardaigne                                  | Italie   | 2.1    | Michele Scarponi    |
| 12/03/2011 | 4e étape de Tirreno-Adriatico                                  | Italie   | WT     | Michele Scarponi    |
| 22/03/2011 | 2e étape du Tour de Catalogne                                  | Espagne  | WT     | Alessandro Petacchi |
| 23/03/2011 | 3e étape du Tour de Catalogne                                  | Espagne  | WT     | Michele Scarponi    |
| 25/03/2011 | 4e étape de la Semaine internationale Coppi et Bartali         | Italie   | 2.1    | Adriano Malori      |
| 27/03/2011 | Classement final du Tour de Catalogne                          | Espagne  | WT     | Michele Scarponi    |
| 08/04/2011 | 5e étape du Tour du Pays basque                                | Espagne  | WT     | Francesco Gavazzi   |
| 10/04/2011 | Tour des Apennins                                              | Italie   | 1.1    | Damiano Cunego      |
| 22/04/2011 | Classement général du Tour du Trentin                          | Italie   | 2.HC   | Michele Scarponi    |
| 27/04/2011 | 4e étape du Tour de Turquie                                    | Turquie  | 2.HC   | Alessandro Petacchi |
| 28/04/2011 | 2e étape du Tour de Romandie                                   | Suisse   | WT     | Damiano Cunego      |
| 08/05/2011 | 2e étape du Tour d'Italie                                      | Italie   | WT     | Alessandro Petacchi |
| 25/05/2011 | 17e étape du Tour d'Italie                                     | Italie   | WT     | Diego Ulissi        |
| 29/05/2011 | Classement général du Tour d'Italie                            | Italie   | WT     | Michele Scarponi    |
| 18/06/2011 | 2e étape du Tour de Slovénie                                   | Slovénie | 2.1    | Diego Ulissi        |
| 19/06/2011 | Classement général du Tour de Slovénie                         | Slovénie | 2.1    | Diego Ulissi        |
| 24/06/2011 | Championnat d'Ukraine du contre-la-montre                      | Ukraine  | CN     | Oleksandr Kvachuk   |
| 25/06/2011 | Championnat de Slovénie sur route                              | Slovénie | CN     | Grega Bole          |
| 26/06/2011 | Championnat d'Italie du contre-la-montre                       | Italie   | CN     | Adriano Malori      |
| 26/06/2011 | Championnat d'Ukraine sur route                                | Ukraine  | CN     | Oleksandr Kvachuk   |
| 13/08/2011 | 5e étape de l'Eneco Tour                                       | Belgique | WT     | Matteo Bono         |
| 11/08/2011 | 6e étape du Tour du Portugal                                   | Portugal | 2.1    | Francesco Gavazzi   |
| 15/08/2011 | 10e étape du Tour du Portugal                                  | Portugal | 2.1    | Francesco Gavazzi   |
| 28/08/2011 | Grand Prix de Plouay                                           | France   | WT     | Grega Bole          |
| 08/09/2011 | 18e étape du Tour d'Espagne                                    | Espagne  | WT     | Francesco Gavazzi   |

### Résultats sur les courses majeures
Les tableaux suivants représentent les résultats de l'équipe dans les principales courses du calendrier international (les cinq classiques majeures et les trois grands tours). Pour chaque épreuve est indiqué le meilleur coureur de l'équipe, son classement ainsi que les accessits glanés par Lampre-ISD sur les courses de trois semaines.

#### Classiques
| Classique            | Milan-San Remo        | Tour des Flandres  | Paris-Roubaix       | Liège-Bastogne-Liège | Tour de Lombardie       |
| -------------------- | --------------------- | ------------------ | ------------------- | -------------------- | ----------------------- |
| Coureur (classement) | Michele Scarponi (6e) | Danilo Hondo (16e) | Daniele Righi (84e) | Damiano Cunego (16e) | Przemysław Niemiec (5e) |

#### Grands tours
| Grand tour           | Tour d'Italie | Tour de France      | Tour d'Espagne                         |
| -------------------- | --- | ------------------- | -------------------------------------- |
| Coureur (classement) | Michele Scarponi (1er) | Damiano Cunego (6e) | Przemysław Niemiec (54e)               |
| Accessits            | 2 victoires d'étapes (Alessandro Petacchi et Diego Ulissi), classement par équipes aux points, classement général et classement par points (Michele Scarponi) | -                   | 1 victoire d'étape (Francesco Gavazzi) |

### Classement UCI
L'équipe Lampre-ISD termine à la sixième place du World Tour avec 856 points. Ce total est obtenu par l'addition des points des cinq meilleurs coureurs de l'équipe au classement individuel que sont Michele Scarponi, 4e avec 419 points, Damiano Cunego, 19e avec 213 points, Grega Bole, 53e avec 91 points, Alessandro Petacchi, 58e avec 81 points, et Przemysław Niemiec, 82e avec 52 points,.
| Rang | Coureur             | Points |
| ---- | ------------------- | ------ |
| 4    | Michele Scarponi    | 419    |
| 19   | Damiano Cunego      | 213    |
| 53   | Grega Bole          | 91     |
| 58   | Alessandro Petacchi | 81     |
| 82   | Przemysław Niemiec  | 52     |
| 119  | Francesco Gavazzi   | 23     |
| 122  | Daniele Pietropolli | 22     |
| 130  | Diego Ulissi        | 20     |
| 167  | Matteo Bono         | 6      |
| 182  | Oleksandr Kvachuk   | 4      |
| 205  | Adriano Malori      | 2      |